# Lovesong (film)
Lovesong is een Amerikaanse film uit 2016, geregisseerd door So Yong Kim. De film ging in wereldpremière op 25 januari op het Sundance Film Festival in de U.S. Dramatic Competition.

## Verhaal
Sarah is een jonge moeder die haar vroegrijpe dochter opvoedt in hun landhuis. Ze voelt zich verlaten door haar man die voortdurend op reis is voor zijn werk. Wanneer Sarah’s oude vriendin Mindy op bezoek komt, besluiten ze samen een roadtrip te maken. Nadat ze, deels onder invloed van alcohol, hun hart gelucht hebben, ontstaat een lang onuitgesproken intimiteit tussen de twee vriendinnen. Sarah geraakt in tweestrijd over haar gevoelens voor haar man en voor Mindy en breekt de reis af om terug naar huis te gaan. Drie jaar later zien de twee vrouwen elkaar terug op de bruiloft van Mindy. Sarah moet nu de realiteit van haar gevoelens onder ogen zien.

## Rolverdeling
| Acteur           | Personage |
| ---------------- | --------- |
| Jena Malone      | Mindy     |
| Riley Keough     | Sarah     |
| Brooklyn Decker  | Lily      |
| Amy Seimetz      | Chloe     |
| Ryan Eggold      | Leif      |
| Rosanna Arquette | Eleanor   |